# Lugus (Sulu)
Lugus (Bayan ng Lugus) är en kommun i Filippinerna. Kommunen ligger på ön Suluöarna, och tillhör provinsen Sulu. Folkmängden uppgår till 18 839 invånare.

## Barangayer
Lugus är indelat i 17 barangayer.
| - Alu Bus-Bus - Alu-Duyong - Bas Lugus - Gapas Rugasan - Gapas Tubig Tuwak - Huwit-huwit Bas Nonok - Huwit-huwit Proper - Kutah Parang - Laha | - Larap - Lugus Proper - Mangkallay - Mantan - Pait - Parian Kayawan - Sibul - Tingkangan |